# Втора космическа скорост
Втора космическа скорост е физическа величина, която при дадено гравитационно поле и определено положение в него представлява минималната скорост, която трябва да има обект без допълнителна тяга, намиращ се в това положение, за да преодолее полето и да се отдалечи до безкрайност. Приема се, че върху обекта действа само силата на гравитацията (изключват се силите на триене, породени от наличието на атмосфера или електромагнитните сили). Обектът се приема с пренебрежимо малка маса и размери спрямо тялото, пораждащо гравитационното поле.
Втора космическа скорост е независима от посоката на движение, и може да се изведе посредством закона за запазване на енергията, като се постави условието кинетичната енергия на тялото да надвиши потенциалната му енергия в гравитационното поле.
Втора космическа скорост е такава скорост, при която обектът се отдалечава от първоначалното си положение, постепенно забавя движението си под действието на полето, но скоростта му достига нула чак в безкрайността спрямо източника на полето. Обратно, ако обектът е в покой в безкрайността, под въздействието на гравитационното поле ще се ускори до втора космическа скорост щом достигне посочената по-горе начална позиция.
Често за начална позиция се приема повърхността на дадена планета или естествен спътник. За повърхността на Земята втора космическа скорост е 11,2 km/s. На височина 9000 km над земната повърхност обаче, втора космическа скорост е само 7,1 km/s.
За въртящо се тяло, втора космическа скорост спрямо повърхността зависи от посоката на прилагането ѝ. Например на земния екватор в посока запад-изток спрямо повърхността тази скорост е около 10,7 km/s, докато в обратна посока тя е с 0,9 km/s по-голяма (скоростта на въртене на Земята на екватора е 465 m/s).

## Втора космическа скорост за някои тела в Слънчевата система
| Положение                         | Спрямо                       | Ve         |
| --------------------------------- | ---------------------------- | ---------- |
| на повърхността на Слънцето,      | слънчевата гравитация:       | 617,5 km/s |
| на повърхността на Меркурий,      | гравитацията на Меркурий:    | 4,4 km/s   |
| по орбитата на Меркурий,          | слънчевата гравитация:       | 67,7 km/s  |
| на повърхността на Венера,        | гравитацията на Венера:      | 10,4 km/s  |
| по орбитата на Венера,            | слънчевата гравитация:       | 49,5 km/s  |
| на повърхността на Земята,        | земната гравитация:          | 11,2 km/s  |
| на Луната,                        | лунната гравитация:          | 2,4 km/s   |
| по околоземната орбита на Луната, | земната гравитация:          | 1,4 km/s   |
| по орбитата на Земята,            | слънчевата гравитация:       | 42,1 km/s  |
| на повърхността на Марс,          | гравитацията на Марс:        | 5 km/s     |
| по орбитата на Марс,              | слънчевата гравитация:       | 34,1 km/s  |
| на повърхността на Юпитер,        | гравитацията на Юпитер:      | 59,5 km/s  |
| по орбитата на Юпитер,            | слънчевата гравитация:       | 18,5 km/s  |
| на повърхността на Сатурн,        | гравитацията на Сатурн:      | 35,5 km/s  |
| по орбитата на Сатурн,            | слънчевата гравитация:       | 13,6 km/s  |
| на повърхността на Уран,          | гравитацията на Уран:        | 21,3 km/s  |
| по орбитата на Уран,              | слънчевата гравитация:       | 9,6 km/s   |
| на повърхността на Нептун,        | гравитацията на Нептун:      | 23,5 km/s  |
| по орбитата на Нептун,            | слънчевата гравитация:       | 7,7 km/s   |
| на повърхността на Плутон,        | гравитацията на Плутон:      | 1,3 km/s   |
| по орбитата на Плутон,            | слънчевата гравитация:       | 6,7 km/s   |
| в Слънчевата система,             | гравитацията на Млечния път: | ~1000 km/s |

Поради наличието на атмосфера на Земята, изстрелваните космически апарати не се ускоряват до втора космическа скорост в близост до повърхността поради интензивното атмосферно триене, което тази скорост би породила. Вместо това обикновено посредством ускорители апаратите се извеждат до ниска околоземна орбита, откъдето втора космическа скорост е 10,9 km/s. За постигане на втора космическа скорост от ниска околоземна орбита обаче е необходима значително по-малка скорост, поради това, че тялото на орбита вече се движи с орбитална скорост от порядъка на 8 km/s.

## Изчисление на втора космическа скорост
В случай, че бъде разглеждано само едно тяло, втора космическа скорост може да бъде изчислена чрез изравняване на кинетичната енергия и гравитационната потенциална енергия със знак минус.
{\displaystyle {\begin{matrix}{\frac {1}{2}}\end{matrix}}mv_{e}^{2}={\frac {GMm}{r}}}
{\displaystyle v_{e}={\sqrt {\frac {2GM}{r}}}={\sqrt {\frac {2\mu }{r}}}}
където {\displaystyle v_{e}} е втора космическа скорост, G е гравитационна константа, M е масата на централното тяло, m е масата на тялото, което бива ускорявано, r е разстоянието между центъра на централното тяло и началната позиция и μ е стандартен гравитационен параметър.
Може да се покаже, че втора космическа скорост на дадена височина е √2 умножен по орбиталната скорост на тяло по кръгова орбита с радиус, равен на височината. За тяло със сферична симетрия втора космическа скорост {\displaystyle v_{e}} от точка на повърхността му в m/s е приблизително 2,364×10−5 m1,5kg−0,5s−1 пъти радиуса r в метри по корен квадратен от средната му плътност ρ в kg/m3:
{\displaystyle v_{e}\approx 2,364\times 10^{-5}r{\sqrt {\rho }}.\,}

## Втора космическа скорост при зададени „g“ и „r“
Втора космическа скорост може да бъде изведена при известна стойност на повърхностното ускорение „g“ без да бъде известна гравитационната константа G или масата M на Земята:
r = земния радиус
g = земно ускорение на повърхнхостта
Над повърхността на Земята, гравитационното ускорение намалява пропорционално на увеличаването на квадрата на разстоянието до центъра на Земята, според закона на Нютон за гравитацията. На разстояние s по-голямо от земния радиус ускорението е g(r/s)2. Теглото на обект с маса m на повърхността на планетата е gm, а на разстояние s от центъра е gm(r/s)2.
След интегриране по височината за необходимата енергия за издигане на тялото до безкрайна височина може да се покаже че:
{\displaystyle \int _{r}^{\infty }gm(r/s)^{2}\,ds=gmr^{2}\int _{r}^{\infty }s^{-2}\,ds=gmr^{2}\left[-s^{-1}\right]_{s:=r}^{s:=\infty }}
{\displaystyle =gmr^{2}\left(0-(-r^{-1})\right)=gmr.}
и
{\displaystyle {\begin{matrix}{\frac {1}{2}}\end{matrix}}mv^{2}=gmr.}
откъдето след съкращение получаваме:
{\displaystyle v={\sqrt {2gr\,}}.}
В случая на Земята с r = 6400 km и g = 9,8 m/s2, за втора космическа скорост се получава:
{\displaystyle v={\sqrt {2\left(9,8\ {\mathrm {m} /\mathrm {s} ^{2}}\right)(6,4\times 10^{6}\ \mathrm {m} )}}\cong 11\,200\ \mathrm {m} /\mathrm {s} .}

## Втора космическа скорост спрямо повече от едно тяло
Втора космическа скорост в гравитационно поле, създадено от многобройни тела, зависи от общата потенциална енергия на единица маса в дадената позиция. Тъй като общата потенциална енергия е равна на сумата на индивидуалните потенциални енергии спрямо всяко едно тяло поотделно, общата втора космическа скорост спрямо всички тела е корен квадратен от сбора на крадратите на отделните скорости.
Общата втора космическа скорост спрямо Земята и Слънцето от точка на повърхността на Земята е равна на
{\displaystyle {\sqrt {11,2^{2}+42,1^{2}}}=43,6km/s.} В резултат на това за напускане на Слънчевата система е необходима скорост от 13,6 km/s спрямо Земята по посока на орбиталното движение на Земята около Слънцето (30 km/s).

## Гравитационен кладенец
Ако приемем, че Земята е с еднородна плътност и по някакъв начин е прокопан отвор от повърхността до центъра на планетата, то тяло спуснато от повърхността в отвора с начална скорост 0 m/s при достигане до центъра би придобило скорост равна на първа космическа скорост или още втора космическа скорост разделена на √2. От това следва, че втора космическа скорост спрямо центъра на Земята е √2 пъти тази на повърхността. Истинската стойност обаче е по-висока, защото плътността на Земята се повишава в центъра ѝ.

## Орбита
Ако едно тяло пада свободно в гравитационно поле, и скоростта му в някоя точка е равна на втора космическа скорост за тази точка, то започва да се движи по част от параболична траектория, в чийто фокус се намира центърът на гравитацията. При приближаване към централното тяло тази траектория се нарича орбита на захват, а при отдалечаване от централното тяло – орбита на напускане. Двете са известни и като орбити C3 = 0.
Втора космическа скорост спрямо Земята не е достатъчна за напускане и на Слънчевата система. Тялото ще напусне планетата по параболична траектория, но впоследствие ще премине в елиптична орбита около Слънцето.